# 大花小米草
大花小米草（学名：Euphrasia jaeschkei），为玄参科小米草属下的一个植物种。